# Protohadros
Protohadros là một chi khủng long, được Head mô tả khoa học năm 1998.